# Alfredo Acton
Alfredo Acton (Castellammare di Stabia, 12 de setembre de 1867 - Nàpols 26 de març de 1934), militar i home d'estat italià, originari de Nàpols.
Fil de Ninfa Ramirez i dell baró Ferdinando Acton. Es va graduar a l'Escola de la Marina de Gènova.
Va participar en la campanya d'Àfrica el 1901, en la d'Extrem Orient el 1911-1912, a la guerra Italo-Turca i I guerra mundial (1915-1918) durant la qual va ser promogut al grau d'almirall.
Fou senador (1927, 1928) membre suplent de la comissió d'acusació de l'alta cort de Justícia (1934) membre de la comissió per l'examen del disseny de lleis per la conversió dels decrets llei (1930-1934). President del Comitè dels Almiralls (1932), president del consell superior de la Marina, Ministre d'estat (10 de febrer de 1934), delegat a la conferència de limitació d'armament de Londres (1930) i a la de Ginebra pel desarmament (1932).

## Reconeixement[2]
- Cavaller de l'ordre de la corona d'Itàlia (1900)
- Cavaller de l'orde de Sant Maurici i Sant Llàtzer (1908)
- Cavaller oficial de l'orde militar de Savoia (1917)
- Gran oficial de la legió d'honor de França (1920)
- Gran oficial de l'orde del Salvador de Grècia (1919)
- Gran cordó de l'orde del mèrit naval a Espanya (1925)
- Cavaller de l'orde del Sacre Tresor del Japó